# Da Sign & the Opposite
Da Sign & the Opposite sind eine vierköpfige Schweizer Elektro-Rock-Band aus Bern.

## Bandgeschichte
Die beiden Musiker mit dem Künstlernamen Wubert de Aiir und Djeree Djëf le touriste trafen sich bereits 1995 und nahmen ein Demoalbum auf. Erst später wurde aus der Band einschliesslich der Zwillinge Twin-Pee und Twin-Tee ernst und 2004 hatten sie ihren ersten Auftritt bei einer Veranstaltung in Berlin. 
Bekannt wurden Da Sign & the Opposite durch ihren Einzug ins Finale beim Nachwuchswettbewerb Mobile Acts 2006, das im Schweizer Fernsehen übertragen wurde. Zwar verloren sie das Finale gegen Container6, konnten sich danach aber eine Karriere aufbauen. 2007 spielten sie im Vorprogramm der Bloodhound Gang und gingen mit einer eigenen AreYouVeda-Show zusammen mit The Clowns auf Tour. Es folgten weitere jährliche Touren durch die Schweiz und sogar Auftritte in Mexiko.
Ihren ersten Charterfolg hatten Da Sign & the Opposite 2009. Für eine Präventionskampagne für angepasste Geschwindigkeit im Strassenverkehr mit zwei Fernsehspots nahmen sie den Song mit dem Titel Slow Down, Take It Easy, dem Motto der Kampagne, auf. Die Medienpräsenz verhalf der Single im Dezember 2009 zu einem Einstieg auf Platz 5 der Schweizer Hitparade.

## Bandmitglieder
- Wubert de Aiir
- Twin-Tee
- Twin-Pee
- Djeree Djëf le touriste

## Diskografie
Singles
- Je suis une Dolly (2009)
- Gold Digger (2009)
- Slow Down, Take It Easy (2009)
- Body Building (2010)

EPs
- Sunshine (2006)
- Why You Woo (2006)

Alben
- We Sell You Tits & Glory (2010)